# BRSK1
BRSK1 – gen kodujący białko kinazy białkowej serynowo-treoninowej. Gen BRSK1 (BR serine/threonine kinase 1), znany też jako KIAA1811 znajduje się w locus 19q13.4.